# Yuki Hamano
Yuki Hamano (濵野 勇気 Hamano Yuki?), född 23 juni 1978 i Kagoshima prefektur, är en japansk före detta fotbollsspelare.
Hamano började sin karriär 2001 i YKK (Kataller Toyama). Han spelade 288 ligamatcher för klubben. 2011 flyttade han till Toyama Shinjo Club. Han avslutade karriären 2011.